# توماس پرز سرا
توماس پرز سرا (انگلیسی: Tomás Pérez Serra؛ زادهٔ ۱۳ نوامبر ۱۹۹۸) بازیکن فوتبال اهل آرژانتین است.